# Meddle
Meddle este un album de studio al trupei Pink Floyd. A fost înregistrat la diferite studiouri între concertele formație din intervalul ianuarie- august 1971.
Lansat original in SUA pe 30 octombrie 1971 de Harvest/Capitol iar în Marea Britanie pe 5 noiembrie de către Harvest/EMI, albumul a fost mai târziu remasterizat de trei ori: mai întâi de Mobile Fidelity Sound Lab în 1984 pe vinil și casetă, apoi în 1989 de Ultradisc, iar în final de Doug Sax pentru box-setul Shine On din 1992. Aceasta ultimă masterizare a fost utilizată pentru reeditarea albumului pe Compact Disc în august 1994 în Europa și în aprilie 1995 în Statele Unite.

## Lista pieselor
1. „One of These Days (Roger Waters, Richard Wright, Nick Mason, David Gilmour) (5:57)
2. „A Pillow of Winds” (Waters, Gilmour) (5:10)
3. „Fearless" (Waters, Gilmour) (6:08)
4. „San Tropez” (Waters) (3:43)
5. „Seamus” (Waters, Wright, Mason, Gilmour) (2:16)
6. „Echoes” (Waters, Wright, Mason, Gilmour) (23:29)

## Single-uri
- "One of These Days" (1971)

## Componență
- David Gilmour - chitară principală, chitară bas pe "One of These Days", voce pe „A Pillow of Winds”, „Fearless”, „Seamus” și „Echoes”, muzicuță pe „Seamus”
- Roger Waters - chitară bas, chitară ritmică pe „Fearless”, voce și chitare pe „San Tropez”
- Nick Mason - baterie, percuție, frază vocală pe „One of These Days”
- Richard Wright - pian, orgă Hammond, orgă Farfisa, voce pe „Echoes”